# Annina Ruppel
Annina Hauffe, geb. Ruppel (* 8. Oktober 1980 im Herner Stadtteil Wanne-Eickel) ist eine ehemalige deutsche Steuerfrau beim Rudern. 2003 wurde sie mit dem Achter Weltmeisterin.
Ruppel wuchs im Herner Stadtteil Wanne-Eickel auf. 1990 nahm sie an einem Schnuppertrainingslager des Rudervereins Emscher aus Wanne-Eickel teil und blieb diesem Verein und dem Rudersport treu. Mit 14 und 15 Jahren steuerte sie den deutschen Juniorenachter zum Weltmeistertitel. Von 2001 bis 2008 steuerte sie den deutschen Frauenachter. Bei Weltmeisterschaften gewann sie Gold (2003), Silber (2006) und Bronze (2001 und 2002). Bei den Olympischen Spielen 2004 in Athen belegte sie mit dem Achter den fünften Platz. Nach den Olympischen Spielen 2008, bei denen der Frauenachter den siebten Platz belegte, beendete sie ihre Karriere.
Die 1,60 Meter große und im Wettkampf 50 Kilogramm schwere Athletin wurde in allen Altersklassen Deutsche Meisterin. Sie ist gelernte Bankkauffrau.
Seit 2013 ist sie mit dem ehemaligen Riemenruderer Gregor Hauffe verheiratet.

## Internationale Erfolge
- 1995: 1. Platz im Achter (Junioren-Weltmeisterschaften)
- 1996: 1. Platz im Achter (Junioren-Weltmeisterschaften)
- 2001: 3. Platz im Achter (Weltmeisterschaften)
- 2002: 3. Platz im Achter (Weltmeisterschaften)
- 2003: 1. Platz im Achter (Weltmeisterschaften)
- 2004: 5. Platz im Achter (Olympische Spiele)
- 2005: 6. Platz im Achter (Weltmeisterschaften)
- 2006: 2. Platz im Achter (Weltmeisterschaften)
- 2007: 5. Platz im Achter (Weltmeisterschaften)
- 2008: 7. Platz im Achter (Olympische Spiele)